# Nesophontes longirostris
Nesophontes longirostris är en utdöd däggdjursart som beskrevs av Anthony 1919. Nesophontes longirostris ingår i släktet Nesophontes, och familjen Nesophontidae.  Inga underarter finns listade i Catalogue of Life.

## Fyndplats
Fynd av N. longirostris har gjorts i närheten av byn Daiquirí, i provinsen Oriente, på Kuba. Det är inte fastställt när arten dog ut. 